# Florea Dumitrache
Florea Dumitrache (Bukarest, 1948. május 22. – Bukarest, 2007. április 26.) román válogatott labdarúgó.

## Pályafutása

### A válogatottban
1968 és 1974 között 31 alkalommal szerepelt a román válogatottban és 15 gólt szerzett. Részt vett az 1970-es világbajnokságon.

## Sikerei, díjai
Dinamo București
- Román bajnok (3): 1970–71, 1972–73, 1974–75
- Román kupadöntős (1): 1967–68

Egyéni
- A román bajnokság gólkirálya (2): 1968–69 (22 gól), 1970–71 (15 gól)
- Az év román labdarúgója (2): 1968, 1969